# Yutaka Ikeuchi
Yutaka Ikeuchi (池内 豊, Ikeuchi Yutaka, né le 25 août 1961 dans la préfecture d'Aichi au Japon) est un footballeur international japonais, reconverti entraîneur.